# Plongeur
Die Plongeur (frz.: Taucher) war ein französisches U-Boot. Sie war das erste französische U-Boot und gleichzeitig neben der spanischen Ictíneo II eines der ersten U-Boote der Welt, das im getauchten Zustand nicht mehr mit Muskelkraft angetrieben wurde.

## Bau und Konstruktive Merkmale
Der Entwurf geht auf einen Vorschlag des französischen Kapitäns Siméon Bourgois zurück. Er plante, die britische Seeherrschaft mit der Hilfe von U-Booten zu brechen. Der Bau begann 1860 unter der Leitung des Marineingenieurs Charles Brun in Rochefort. Die erste Testfahrt fand 1863 statt.
Die Plongeur war 43 m lang und verdrängte 426 ts. Das Boot hatte eine Besatzung von 12 Mann. Eine Besonderheit der Konstruktion war der Antrieb. Als Antriebsmittel diente Druckluft, die in einer Kolbenmaschine entspannt wurde. Die Druckluft wurde in 23 Behältern mit einem Gesamtvolumen von 153 m³ bei einem Druck von 12 bar (1,2 MPa) vorgehalten. Die Drucklufttanks nahmen einen Großteil des Bootes ein und waren der Grund für die für ihre Zeit sehr große Konstruktion. Die Druckluftmaschine gab eine Leistung von 80 PS (60 KW) ab. Das U-Boot konnte bei einer Geschwindigkeit von 4 kn (7,5 km/h) bis zu 5 NM (9 km) weit fahren. Die Druckluft wurde auch genutzt, um die 53 m³ großen Ballasttanks auszublasen.
Die Bewaffnung des Bootes bestand aus einem Spierentorpedo. Diese erstmals im Sezessionskrieg eingesetzte Waffe war für das angreifende U-Boot nicht weniger gefährlich als für das angegriffene Schiff. Aufgrund der geringen Reichweite war die Plongeur auf die Hilfe eines dampfbetriebenen Begleitschiffes angewiesen, welches das U-Boot mit Druckluft versorgen und in das Operationsgebiet schleppen sollte.

## Einsatzgeschichte

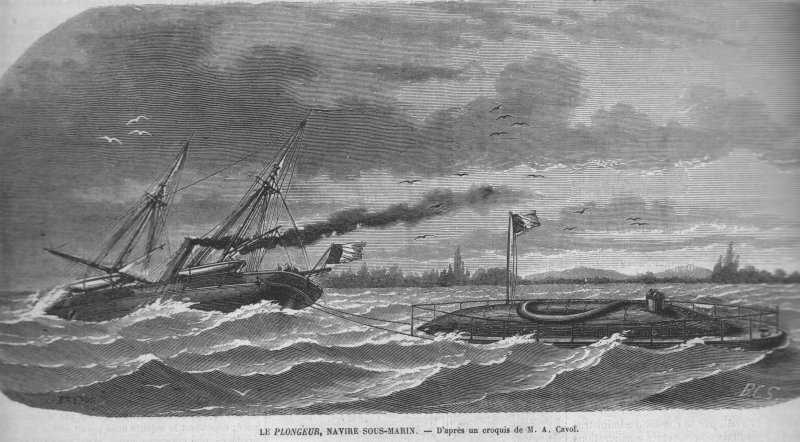
1863 im Schlepptau der La Vigie

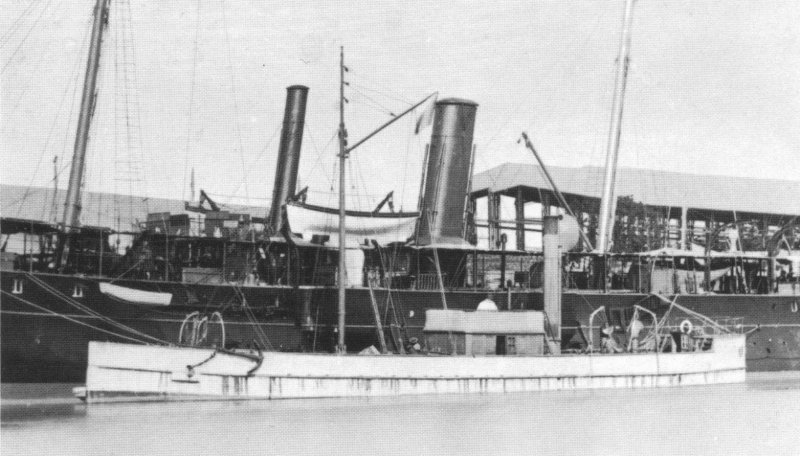
Plongeur als Wassertanker

In einem Becken studierte man zunächst das Verhalten des U-Boots. Am 6. Oktober 1863 lief die Plongeur zu ihrer Jungfernfahrt aus. Die ersten Tests wurden im Fluss Charente durchgeführt. Der Kommandant des Versuchsschiffes war Marie-Joseph-Camille Doré. Am 11. Februar 1864 wurde sie von dem Aviso La Vigie in den Hafen von Barques geschleppt, wo die ersten Tauchversuche unternommen werden sollten. Als Hilfsschiff diente der Leichter Cachalot. Wegen ungünstiger Wetterbedingungen wurde das U-Boot aber anschließend nach La Rochelle transportiert.
Am 14. Februar 1864 geriet bei einer Testfahrt die Druckluftzufuhr des Antriebs außer Kontrolle. Das Boot lief auf eine Mole. Vier Tage später erreichte das Boot in La Pallice eine Tauchtiefe von 9 m. Das U-Boot hatte Probleme mit der Längsstabilität, die die Tauchtiefe auf 10 m begrenzten. Die Konstruktion neigte dazu, unkontrolliert abzusinken und mit dem Bug in den Grund zu rammen. Die Konstrukteure versuchten das Problem durch Pumpen, die Ballastwasser in das Heck transportierten, auszugleichen. In der Praxis war diese Lösung für eine ausreichende Trimmung zu langsam. Erst bei späteren U-Boot-Bauten wie der Gymnote und der Gustave Zédé wurde das Problem mit Tiefenrudern zufriedenstellend gelöst.
Im Deutsch-Französischen Krieg versuchte Marie-Joseph-Camille Doré die Admiralität von einem Kampfeinsatz der Plongeur zu überzeugen, setzte sich aber nicht durch. Da die französische Marine der Marine des Norddeutschen Bundes weit überlegen war, wurde der Einsatz der neuen recht unzuverlässigen Waffe als nicht notwendig abgelehnt.
Nach jahrelangen Tests wurde das U-Boot am 20. Juni 1867 außer Dienst gestellt. Am 1. Januar 1873 wurde die Plongeur nach einem Umbau zum Wassertankschiff erneut in Dienst gestellt. Dazu wurde sie mit einer 120 PS (90 kW) starken Dampfmaschine ausgestattet. Sie wurde in den Hafen von Rochefort beordert. 1898 erfolgte eine Modernisierung. Das Tankschiff erhielt die Maschine des Torpedobootes Torpilleur No. 74. Nach der Schließung der Marinewerft in Rochefort wurde die Plongeur 1927 nach Toulon versetzt, wo sie am 25. Dezember 1935 endgültig außer Dienst gestellt wurde. Das Schiff wurde am 26. Mai 1937 für 25.143 ₣ an M. Negai zur Verschrottung verkauft.